# Claude Ribbe

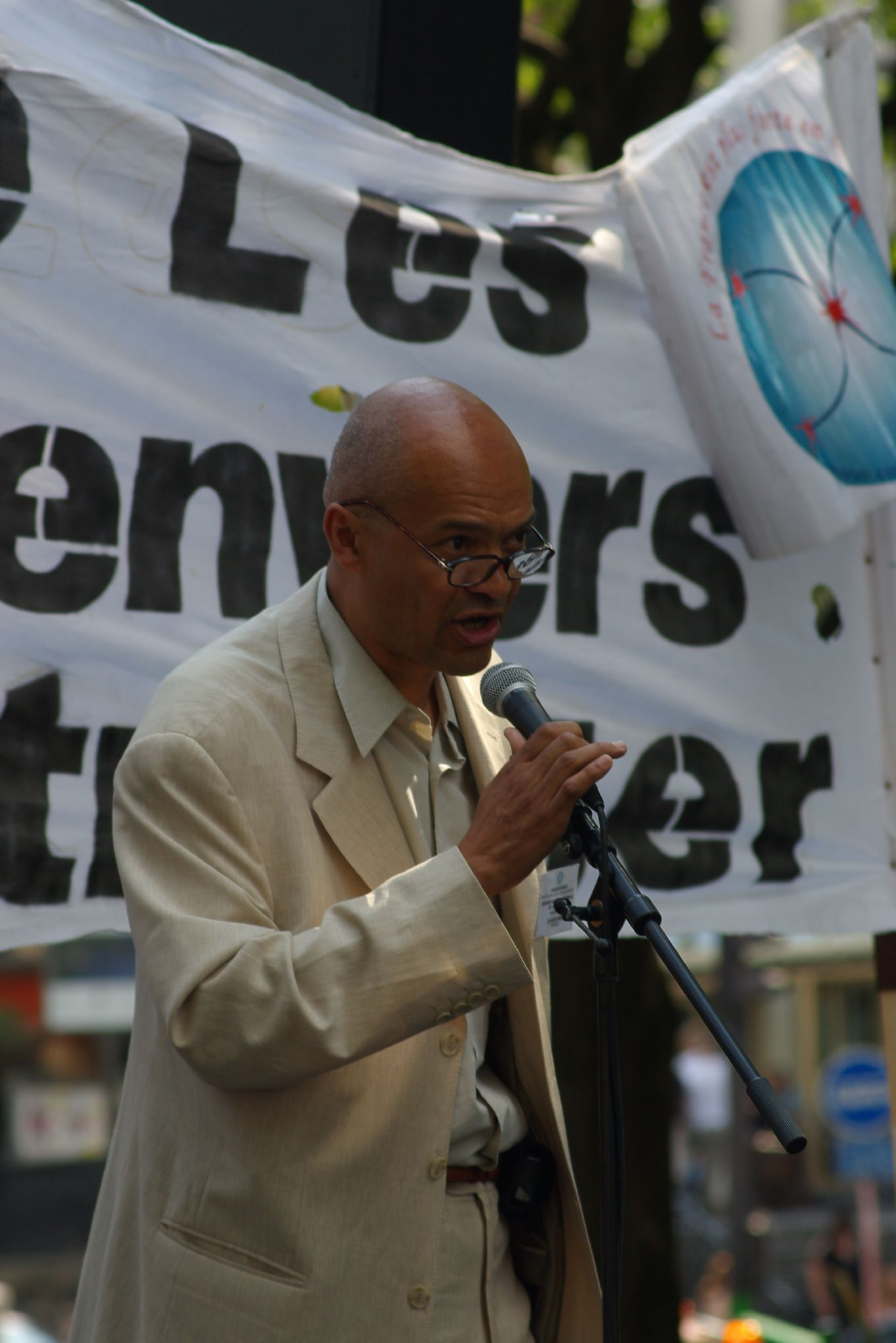
Claude Ribbe.

Claude Ribbe (* 13. Oktober 1954 in Paris) ist ein französischer Schriftsteller.

## Leben
Der Sohn eines Vaters aus Guadeloupe ist Absolvent der Pariser École Normale Supérieure und Mitglied der „Commission nationale consultative des droits de l'homme (CNCDH)“, eines „Ausschusses zu Fragen der Menschenrechte“.
In seinem Buch „Le Crime de Napoleon“ aus dem Jahr 2005 stellt er die These auf, dass Napoleons Regime bei dem Versuch, die Aufstände der schwarzen Sklaven auf Haiti und Guadeloupe niederzuschlagen, in Saint-Domingue Tausende von Antillanern durch Vergasung ermorden lassen habe. Dabei verbrannte man, wie zur Tötung von Ratten in Schiffsladeräumen üblich, Schwefel zu Schwefeldioxid-Gas. Der Bezug zwischen Napoleon und Hitler und dem Holocaust wird auch durch das Umschlagbild hergestellt, das laut Jacques Pilet am meisten schockiert habe. Es zeigt Hitler in ehrfürchtiger Pose vor Napoleons sterblichen Überresten im Invalidendom, am 23. Juni 1940, während seines kurzen Paris-Besuches. Das Foto sei kaum bekannt, da es Historikern lästig wäre.
Ribbe berichte auch von weiteren Gräueltaten, wie einem schriftlichen Befehl, Militär-Hunden öffentlich „Neger zu fressen geben“.
Im Jahre 2010 richtete Ribbe eine Petition an den Präsidenten der Republik Sarkozy, damit dem Revolutionsgeneral Thomas Alexandre Dumas nach mehr als 200 Jahren das Kreuz der Ehrenlegion verliehen werde. Diese Ehrung sei dem General wegen seiner Mutter, einer versklavten Afrikanerin, in der Revolutionszeit verweigert worden.

## Werke (Auswahl)
Biographien
- Alexandre Dumas, le dragon de la reine. Rocher, Monaco 2002, ISBN 2-268-04406-8.
- Le Chevalier de Saint-George. Perrin, Paris 2004, ISBN 2-262-02002-7.
- Le Diable noir. Biographie du général Alexandre Dumas. Alphée, Monaco 2008, ISBN 978-2-7538-0326-8.
- Mémoire du Chevalier de Saint-Georges. Alphée-Bertrand, Monaco 2010, ISBN 978-2-7538-0564-4.

Romane
- Le Cri du Centaure. Plon, Paris 2001, ISBN 2-259-19462-1.
- L’Expédition. Rocher, Monaco 2003, ISBN 2-268-04802-0.
- Une saison en Irak. Édition Privé, Paris 2005, ISBN 2-35076-009-X.

Sachbücher
- Le Crime de Napoléon. Édition Privé, Paris 2005, ISBN 2-35076-012-X.
- Les Nègres de la République. Alphée, Monaco 2007, ISBN 978-2-7538-0218-6.
- Le Nègre vous emmerde. Pour Aimé Césaire. Buchet-Chastel, Paris 2008, ISBN 978-2-283-02360-0.
- Discours sur le racisme. Serpent la plume, Paris 2009, ISBN 978-2-7538-0462-3.